# Hauptwerk
Hauptwerk è un software della Milan Digital Audio, progettato per consentire la riproduzione di brani per organo a canne usando periferiche MIDI e campioni audio registrati. Il programma è distribuito con licenza commerciale ma è disponibile anche, con funzionalità limitate, gratuitamente (freeware).

## Nome
Il termine Hauptwerk indica in tedesco il manuale di grand'organo dello strumento, da Haupt- (principale) e Werk (lavoro, opera): il luogo in cui il suono viene prodotto.

## Storia
Hauptwerk è stato originariamente sviluppato e distribuito nel 2002 da Martin Dyde, che, a partire dal 2006, ha continuato a svilupparlo in collaborazione con Crumhorn Labs Ltd. Nel settembre 2008 Crumhorn Labs e Hauptwerk sono stati acquistati da Brett Milan della Milan Digital Audio LLC.

## Cronologia delle versioni

### Versione 1
Rilasciata nel 2002
- Disponibile solo per Windows.
- Registri gestiti da messaggi MIDI Note.
- Simulazione basilare dell'espressivo (un solo canale audio).
- Organo di St Annes di Moseley incluso.

### Versione 2
Rilasciata nel 2006
- Disponibile come VSTi plugin.
- Più flessibilità nella configurazione MIDI.
- Allineamento di fase dei campionari rilasciati.
- Simulazione armonica dell'Espressivo.

### Versione 3
Rilasciata nel novembre 2007
- Supporto per Mac OS X.
- Supporto per schermi touch screen multipli.
- Controllo espressivo delle singole canne.

### Versione 4
Rilasciata nell'aprile 2011
- Interfaccia Utente ridisegnata.
- Possibilità di configurare automaticamente le periferiche MIDI per fornire supporto a più costruttori.
- Riproduttore e registratore di MIDI incorporato.
- Combinazioni e crescendo definiti dall'utente.
- Accoppiamenti disponibili con tutti gli organi.

## Metodologia
Hauptwerk produce un segnale audio in risposta a un input ricevuto da una periferica MIDI. Questo segnale può essere generato da una tastiera MIDI esterna o da un sequencer MIDI.
Il segnale audio è basato sui campionari registrati che vengono poi modificati da differenti tecnologie.

### Riproduzione dei suoni campionati
I suoni registrati dei diversi organi a canne sono divisi in tre parti - inizio (attacco), medio (mantenimento) e termine (rilascio o eco). Quando una nota viene suonata, viene riprodotto il suono di inizio, seguito da quello della parte di mantenimento. Quando la nota viene rilasciata, viene usata la parte di rilascio o eco. Hauptwerk supporta diversi tipi di rilascio per i suoni. L'eco di una canna suonata per un breve momento sarà diverso da quello di una canna suonata per un periodo più lungo. Hauptwerk può fare ciò grazie ai diversi tipi di rilascio legati alle note suonate.

### Modifica della frequenza e del volume di un suono
Quando un organista muove un pedale d'espressione, questo modifica sia il volume sia la frequenza delle canne suonate. Hauptwerk modifica entrambi questi parametri sulla base di informazioni contenute all'interno del set di suoni usati. Questo può derivare da misurazioni effettuate sullo strumento originale.

### Pressione dell'aria
La pressione dell'aria applicata a un organo a canne modifica il volume del suono, la sua tonalità e le sue caratteristiche. Hauptwerk usa la dinamica dei fluidi per dirigere il movimento dell'aria attraverso le varie parti dell'organo a canne. Queste informazioni vengono usate per modificare i suoni registrati.

### Randomizzazione
La randomizzazione è usata per modificare alcuni aspetti dell'audio in uscita. La tonalità di una singola canna può essere modificato in modo casuale quando un organo viene caricato in memoria. Se sono previsti più punti ciclici, nella parte di mantenimento, questi sono selezionati in modo casuale. Inoltre, Hauptwerk simula alcuni altri effetti, come ad esempio le turbolenze dell'aria, utilizzando la randomizzazione, durante la riproduzione.

## Organi campionati
Da quando Hauptwerk è stato rilasciato, alcune società indipendenti hanno registrato e reso disponibili per Hauptwerk diversi organi. Da marzo 2009 oltre 50 organi sono stati registrati in diversi paesi, quali;
- Chiesa di San Bovone, Kampen, Paesi Bassi
- Chiesa di Saint-Etienne, Caen, Francia
- Palazzo delle Arti, Budapest, Ungheria
- Cattedrale di Salisbury, Regno Unito
- Cattedrale di Waltershausen, Germania

La maggior parte di questi organi può essere visualizzata su Google Maps.

## Protezione anticopia
Hauptwerk ha una protezione anticopia fornita dalla penna USB di Aladdin Knowledge Systems.
La penna USB controlla le funzionalità del software Hauptwerk che viene rilasciato in 3 versioni:
- Free Edition - Download gratuito, usabile senza penna USB ma limitato per l'uso con organi che occupano massimo 1,5 GB di memoria e con massimo 256 canali stereo polifonici in uscita.
- Basic Edition -  Licenza acquistabile con penna USB. Organi fino a 3 GB di memoria e 1024 canali stereo di polifonia.
- Advanced Edition - Licenza acquistabile con penna USB. Nessun limite di memoria e di polifonia, canali audio multipli e uscita MIDI.

La penna USB è anche usata da alcune società per rinforzare le condizioni di licenza di vari organi campionati. Questo si può applicare al rilascio di registrazioni storiche con restrizioni sulla modifica e il riutilizzo del suono.

## Cattedrale di Salisbury
A  marzo 2009, Milan Digital Audio annunciò di aver avuto il permesso di registrare l'organo di Father Willis della cattedrale di Salisbury nel Regno Unito.
A partire dal 23 febbraio 2010 l'organo a canne della cattedrale di Salisbury è stato temporaneamente reso inutilizzabile a causa di lavori di manutenzione programmata della durata di un mese. In questo periodo di tempo una console basata su Hauptwerk è stata usata per i servizi liturgici della cattedrale.